# Braake (Elbe)
Die Braake ist ein ca. 3,5 km langer Fleet, der in Brunsbüttel in die Elbe mündet. Er verläuft komplett innerhalb des schleswig-holsteinischen Landkreises Dithmarschen.

## Verlauf
Quellgebiet der Braake ist das Belmermoor, wo mehrere kleinere Bachläufe und Fleete in den Helser-Katrepeler Fleet  im Norden von Brunsbüttel münden. Im Südwesten von Brunsbüttel mündet sie nach einer Länge von mindestens 3,5 km in die Nordsee. In Brunsbüttel umfließt die Braake die historische Altstadt und durchquert den Althafen. An der Mündung in die Elbe befindet sich ein Schöpfwerk. 
Geohydrologisch stellt der Helser-Katrepeler Fleet allerdings ihren Oberlauf dar. Dieser beginnt südlich von Eddelak und fließt von dort über Diekshörn nach Brunsbüttel. In summa ergibt sich eine Gesamtlänge von rund zehn Kilometern.

## Geschichte und Namensherkunft
Der heutige Verlauf, insbesondere im Stadtgebiet von Brunsbüttel, entstand bei einer Sturmflut im Jahr 1717 (Weihnachtsflut am Heiligabend und 2. Weihnachtstag), bei der große Teil Dithmarschens und der Wilstermarsch verwüstet wurden. Dabei leitet sich der Name von „Bruch “ab, da das Gewässer beim Dammbruch des Deiches entstand. Da es technisch nicht möglich erschien, den Deich zu reparieren, wurde der Strom erhalten und zum Fleet ausgebaut. Spätestens ab 1762 wurde die Braake schließlich als Entwässerungskanal des Brunsbütteler-Eddelaker Kooges genutzt. Heute dient die Braake als Naherholungsgebiet.

## Fauna und Flora
Entlang der Braake finden sich diverse Vogelarten wie Enten, Möwen, Reiher und Wildgänse. Im Gewässer selbst leben vor allem Barsche, Aale und Hechte. Das Ufer ist von diversen Schnecken- und Insektenarten wie Libellen bevölkert. Auch Frösche hausen hier.
Im Wasser wachsen hier verschiedene Wasserpflanzen wie Schilf, Röhricht, Seerosen und Wasserlinsen. An den moorigen und sumpfigen Ufern findet man vor allem Weiden, Erlen und Schlehen.

## Nutzung
Die Braake dient heute als Naherholungsgebiet innerhalb von Brunsbüttel. Zudem wird sie für Sport- und Modellboote sowie von Anglern genutzt.